# Appia Antica Sud
Appia Antica Sud è la zona urbanistica 11Y del Municipio Roma VIII di Roma Capitale.
Si estende sulle zone Z. XXIII Castel di Leva, Z. XX Aeroporto di Ciampino e Z. XXI Torricola.

## Geografia fisica

### Territorio
La zona urbanistica confina:
- a nord con la zona urbanistica 11X Appia Antica Nord
- a est con la zona urbanistica 10X Ciampino e il comune di Marino
- a sud-ovest con la zona urbanistica 12H Vallerano-Castel di Leva